# Rote Revue
Die Rote Revue war die theoretische Zeitschrift der Sozialdemokratischen Partei der Schweiz. Sie erschien von 1921 bis 2009. Als Vorgängerpublikation kann die von 1915 bis 1919 von Robert Grimm und zunächst auch Jacob Lorenz herausgegebene Zeitschrift Neues Leben. Monatsschrift für sozialistische Bildung verstanden werden.
Sämtliche Ausgaben der Roten Revue sind als Digitalisate auf der von der ETH-Bibliothek betriebenen Plattform E-Periodica für die nicht-kommerzielle Nutzung frei zugänglich.

## Titelvarianten
Die Zeitschrift erschien mit wechselnden Titeln und Untertiteln:
- 1921–1966: Rote Revue. Sozialistische Monatsschrift.
- 1967–1980: Profil. Sozialdemokratische Zeitschrift für Politik, Wirtschaft und Kultur.
- 1981–1989: Rote Revue – Profil. Monatszeitschrift.
- 1990–2009: Rote Revue. Zeitschrift für Politik, Wirtschaft und Kultur.

## Verantwortliche  Redaktoren
Verantwortlich für die Herausgabe war jeweils eine ein- bis zweiköpfige Redaktion:
- 1921–1941: Ernst Nobs
- 1921–1945: Friedrich Heeb
- 1941–1945: Paul Meierhans
- 1946–1952: Valentin Gitermann
- 1953–1959: Paul Schmid-Ammann
- 1953–1959: Jules Humbert-Droz
- 1959–1960: Benno Hardmeier
- 1961–1980: Richard Lienhard
- 1980–1991: Toya Maissen
- 1992: vakant
- 1993–1994: Tobias Kästli
- 1993–1995: Urs Marti
- 1995–2003: Lisa Schmuckli
- 1996–2003: Peter A. Schmid
- 2004–2009: Markus Blaser